# مركز ميركاتو للتسوق
مركز ميركاتو للتسوق هو مركز تسوق في منطقة جميرا في دبي، بالإمارات العربية المتحدة. صُمم المركز التجاري ليبدو وكأنه مدينة متوسطية خلال عصر النهضة الأوروبية في إيطاليا من حيث الساحات الخارجية الفسيحة والطرقات المرصوفة، كما يتميز بسقفه الزجاجي الذي يسمح بمرور أشعة الشمس ويوف الإضاءة الطبيعية.افتتح المركز في عام 2002، وهو يقع في منطقة جميرا بالقرب من تاون سنتر ويضم أكثر من 140 محلاً تجارياً ومجموعة من الأماكن الترفيهية. جاء اسم "ميركاتو" من الكلمة الإيطالية التي تعني "سوق". تبلغ مساحة المركز التجاري الإجمالية القابلة للتأجير 22.900 م² (247.000 ق²) ومساحة إجمالية قدرها 59.900 م² (645.000 ق²).
تشمل المتاجر:
- أكسيوم تليكوم [الإنجليزية]
- بول
- سبينيس
- بيوتي باي إيدج
- حدود[5]
- ذا ليتل ثينقز[6]
- ساند دولار دبي[7]

## معرض الصور

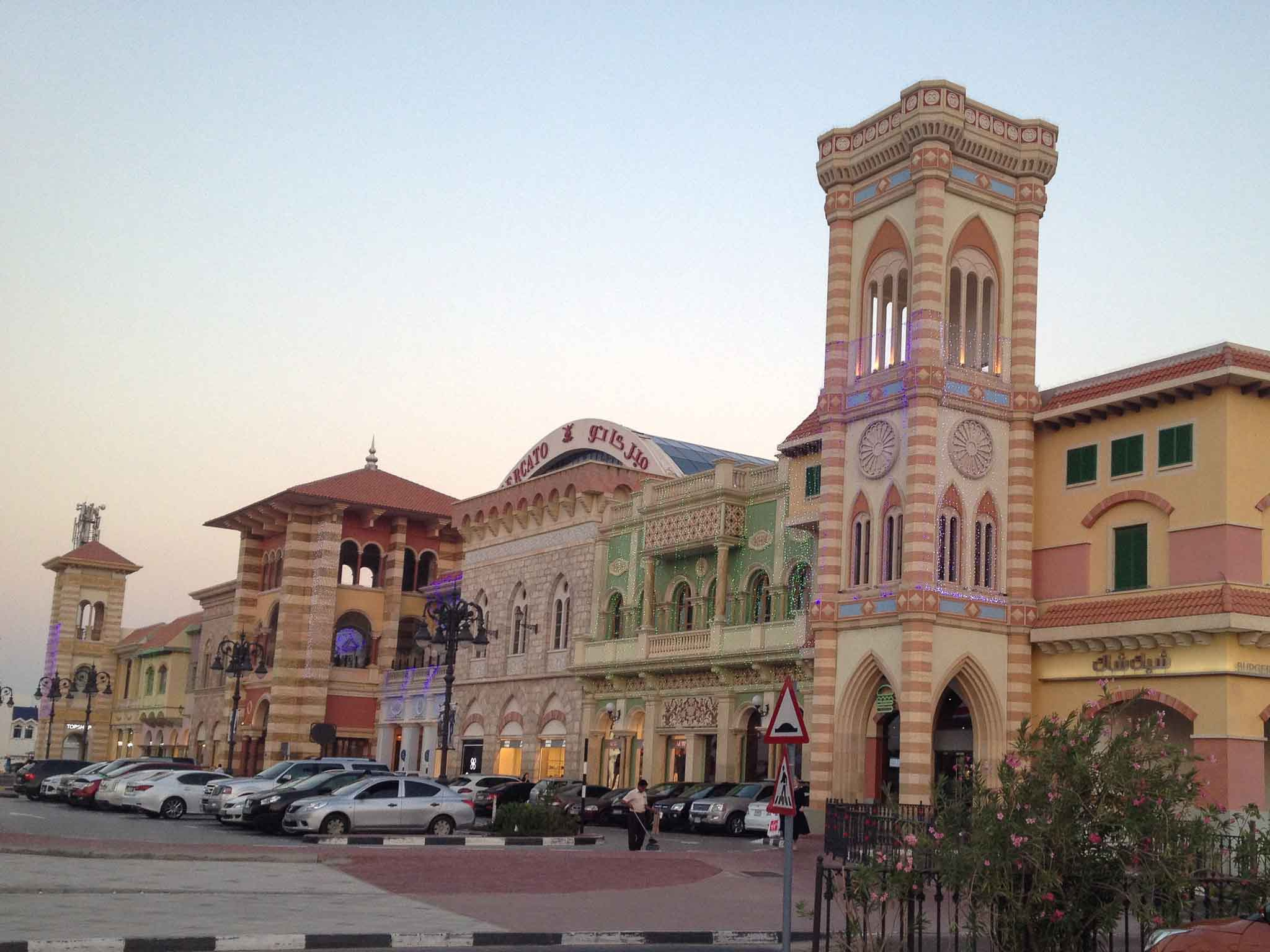
واجهة مركز ميركاتو للتسوق
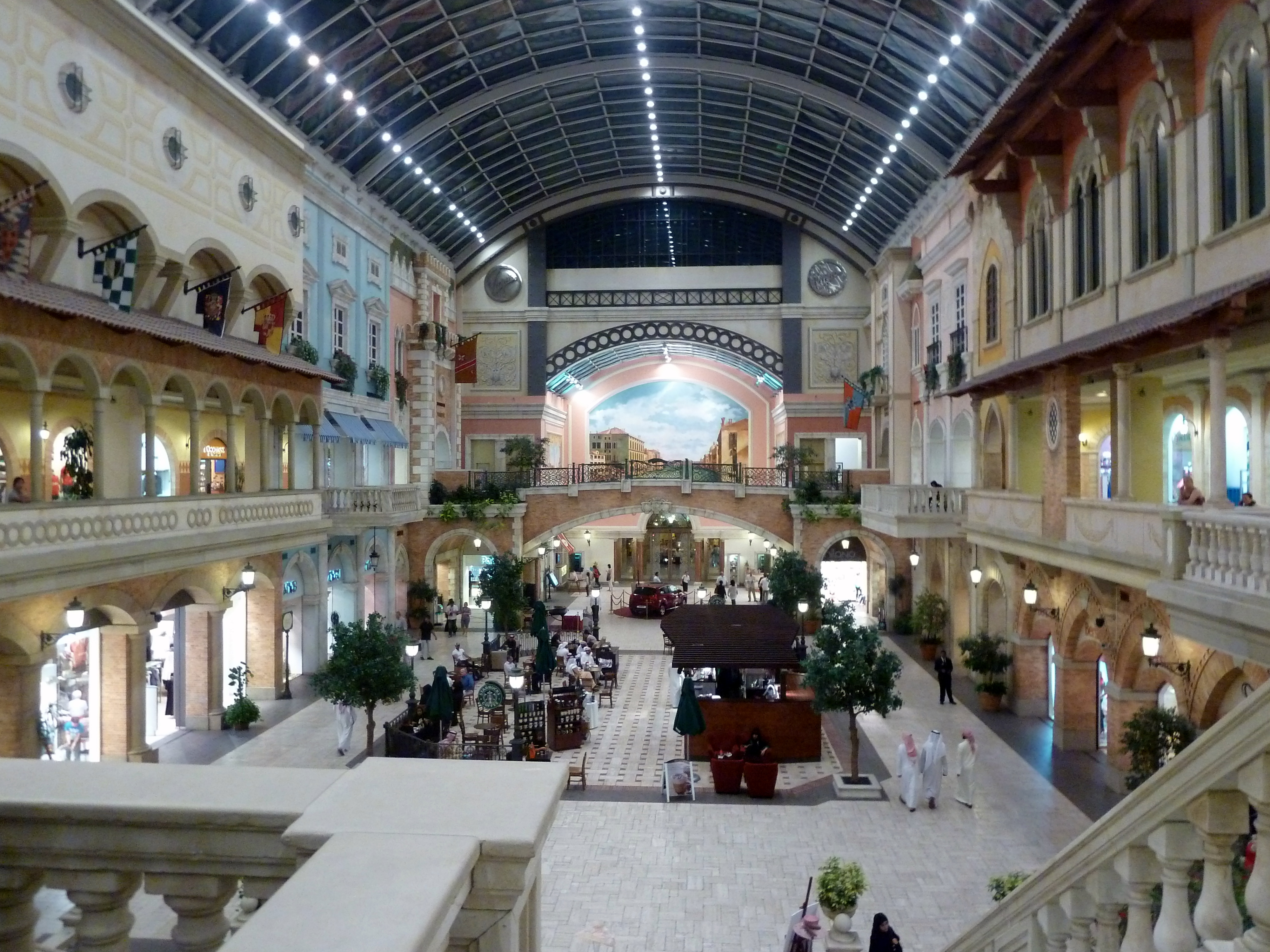
المركز من الداخل
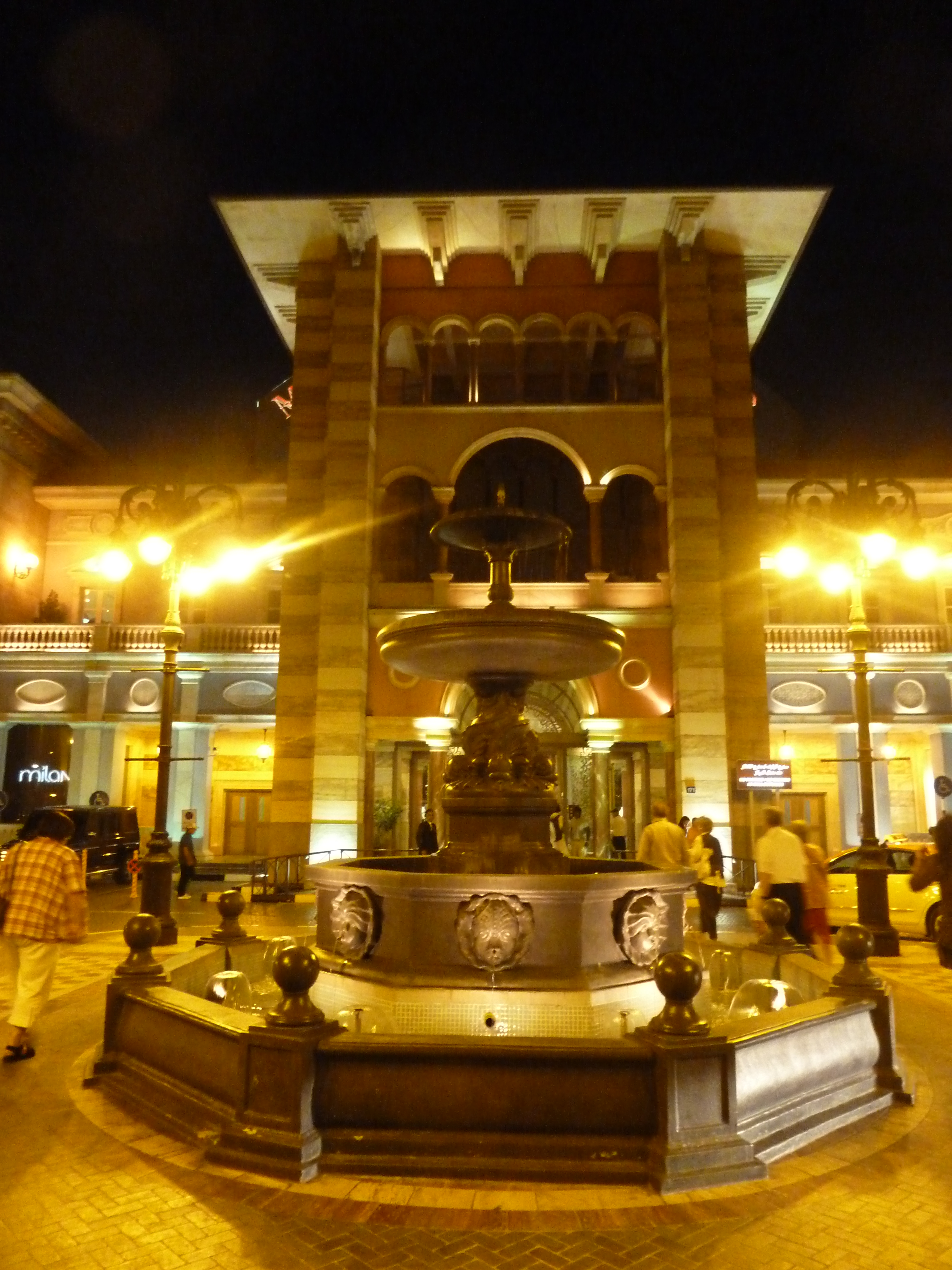
نافورة المدخل

## وصلات خارجية
- الموقع الرسمي
- متاجر مركز ميركاتو